# فريدريك شابمان (محامي)
فريدريك شابمان (بالإنجليزية: Frederick Revans Chapman)‏ هو عالم نبات ومحامي نيوزيلندي، ولد في 23 أكتوبر 1849 في ويلينغتون في نيوزيلندا، وتوفي في 24 يونيو 1936.